# Федин, Эрлен Ильич
Эрлен Ильич Федин (1926, Москва — 2009, Майнц, Германия) — советский физик, доктор физико-математических наук, профессор, председатель Комиссии по радиоспектроскопии АН СССР (1971—1991), публицист, мемуарист.

## Биография
Родился в семье функционера ВКП(б) Ильи Михайловича Федина. В детстве жил в Ростове-на-Дону в связи с назначением отца вторым секретарем Ростовского горкома партии, затем жил в станице Копанской в связи с назначением отца начальником политотдела Копанской МТС и в Новочеркасске в связи с назначением отца первым секретарем Новочеркасского горкома партии.
В 1936 году вернулся с отцом в Москву. В феврале 1937 года отец был арестован и затем расстрелян. В мае 1937 года как «член семьи изменника Родины» была арестована мать Эрлена. Эрлен жил вместе с сестрой под опекой бабушки и дедушки с отцовской стороны.
В 1941 году в связи с началом Великой Отечественной войны Эрлен вначале жил в эвакуации в совхозе под Рязанью, где работал учетчиком, но уже в том же году вернулся в Москву, учился в Московском трамвайно-троллейбусном техникуме, был учеником токаря в ремонтно-инструментальном цехе Московского электроарматурного завода, затем был переведен на Тормозной завод, поступил в Московский теплотехнический техникум при МЭИ. С 1945 года работал в Центральной Научно-исследовательской лаборатории Министерства электростанций СССР.
В 1947 году после окончания техникума поступил на физический факультет МГУ. Однако в феврале 1949 года была вновь арестована мать Эрлена (она освободилась из лагеря в 1945 году), а в апреле 1949 года был арестован сам Эрлен. Как «социально опасный элемент» Особым совещанием при МГБ в июле 1949 года он был приговорен к 5 годам ссылки в Джамбул (Казахская ССР). Там он работал землекопом, грузчиком, штукатуром, токарем, электромонтером, машинистом гидростанции, а затем смог добиться перевода на второй курс заочного отделения физико-математического факультета Алма-Атинского педагогического института и преподавал физику и математику в школах Джамбула. В 1952 году женился, в 1953 году был освобожден из ссылки по амнистии.
В 1956 году он вернулся в Москву, был реабилитирован, работал лаборантом, заведующим лабораторией в Институте элементоорганических соединений АН СССР. Первым начал применение мультиядерной импульсной Фурье-спектроскопии в интересах химических лабораторий ИНЭОС и химического факультета МГУ для изучения строения и молекулярной динамики различных классов элементоорганических соединений. В 1961 году защитил кандидатскую диссертацию, в том же году по инициативе профессора А. И. Китайгородского вместе с П. В. Петровским создал группу ЯМР-спектроскопии в ИНЭОС.
С 1964 года руководил созданием первых серийных советских ЯМР-спектрометров. В 1971 году защитил докторскую диссертацию, был председателем Комиссии по радиоспектроскопии АН СССР (1971—1991). В 1978 году создал лабораторию ядерного магнитного резонанса, которой руководил до 1991 года, координировал разработку аппаратуры магнитного резонанса в странах СЭВ. В 1983 году получил звание профессора.
Дружил с Валентином Турчиным, был связан с диссидентским движением.
В 1995 году эмигрировал с женой в Германию, жил в Майнце, где закончил книгу воспоминаний «Филин на развалинах», написал цикл популярных лекций «Европейские портреты» и несколько эссе.